# José Carreras

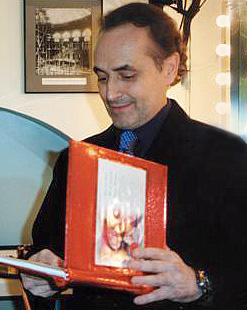
José Carreras (2001)

Josep Maria Carreras i Coll (Barcelona, 5 december 1946), bekend als José Carreras, is een Spaanse tenor en operazanger. Hij wordt vaak in één adem genoemd met twee andere beroemde tenoren, tijdgenoten van hem, met wie hij meermalen optrad en muziek opnam onder de naam De Drie Tenoren: Luciano Pavarotti en Plácido Domingo.
Carreras werd geboren in de Catalaanse hoofdstad Barcelona. Hij volgde daar het conservatorium, waar hij studeerde onder J.F. Puig. Een andere mentor was de zangeres Montserrat Caballé.
Op het grote toneel debuteerde hij in 1971 in Londen, met Donizetti's Maria Stuarda. In 1972 maakte hij zijn Amerikaanse debuut als Pinkerton in Madame Butterfly van Puccini. Hij trad vervolgens op in alle grote operahuizen, zoals het Londense Covent Garden en de Metropolitan Opera in New York. In 1988 stichtte Carreras de Josep Carreras International Leukaemia Foundation. De stichting geeft financiële ondersteuning aan leukemie-onderzoek en de registratie van beenmergdonoren. Carreras leed midden 80'er jaren zelf aan kanker en zet zich actief in voor de bestrijding van de ziekte. In 1990 keken miljoenen mensen via de televisie naar een concert van de Drie Tenoren, dat was georganiseerd ter gelegenheid van de opening van de Wereldkampioenschappen Voetbal.
In 1992 zong Carreras tijdens de sluitingsceremonie van de Olympische Zomerspelen 1992 in Barcelona het duet 'Amigos Para Siempre'. Hij zong dit themanummer en duet met de Britse Sarah Brightman. In 2003 realiseerde hij samen met de singer-songwriter Lluís Llach i Grande de CD Junts (Samen).
Naast opera houdt Jose Carreras zich bij gelegenheid ook bezig met lichtere genres. Zo trad hij onder meer op in de musical West Side Story onder leiding van de componist Leonard Bernstein zelf, waarin ook Kiri Te Kanawa en Tatiana Troyanos meededen.

## Onderscheidingen
- In 1984 kreeg hij de Medalla d'Or de la Generalitat, de hoogste onderscheiding van de Catalaanse regering.

- Bibsys: 90563631
- Biblioteca Nacional de España: XX1096382
- Bibliothèque nationale de France: cb13892197s (data)
- Catàleg d'autoritats de noms i títols de Catalunya: 981058511844706706
- CiNii: DA04087849
- Gemeinsame Normdatei: 118859560
- International Standard Name Identifier: 0000 0000 8169 2432
- Library of Congress Control Number: n81026537
- Nationale Bibliotheek van Letland: 000035980
- MusicBrainz: 7716ddac-2f24-44fa-81b1-bfa920811445
- Bibliotheek van het Japanse parlement: 00464286
- Nationale Bibliotheek van Tsjechië: jn20000601138
- Nationale bibliotheek van Australië: 36528523
- Nationale Bibliotheek van Israël: 987007306163105171
- Nationale en Universitaire bibliotheek Zagreb: 000264949
- Nederlandse Thesaurus van Auteursnamen: 070738262
- Réseau des bibliothèques de Suisse occidentale: 02-A003079261
- Istituto Centrale per il Catalogo Unico: RAVV090568
- LIBRIS: 302046
- SNAC: w6349frs
- Système universitaire de documentation: 073276979
- Trove: 1274448
- Virtual International Authority File: 98521764
- WorldCat: E39PBJvmMdDT7cg379hppvGGpP